# Scum of the Earth (singel)
Scum of the Earth – piosenka heavymetalowa stworzona na drugi album studyjny amerykańskiego wokalisty Roba Zombie The Sinister Urge (2001). Wyprodukowany przez Zombie i Scotta Humphreya, utwór wydany został jako pierwszy singel z krążka już w roku 2000; wydawnictwo pełniło funkcję radiowego singla promocyjnego. Nagranie zamieszczono na soundtracku do filmu Mission: Impossible II (2000), w którym pełniło prominentną rolę. Utwór znany jest z agresywnego refrenu, w którym wykonawca skanduje okrzyk "hej!". Finalny refren zawiera żeński wokal wspierający. W 2003 roku gitarzysta Mike Riggs, biorący udział w nagrywaniu piosenki, założył alternatywno-metalową kapelę Scum of the Earth, której nazwa zaczerpnięta została z tytułu singla.

## Twórcy
- Wokale, tekst utworu, produkcja, kierownictwo artystyczne: Rob Zombie
- Mastering: Tom Baker
- Produkcja, programming, miksowanie: Scott Humphrey
- Gitara: Mike Riggs
- Gitara basowa: Rob "Blasko" Nicholson
- Bęben: John Tempesta

## Pozycje na listach przebojów
| Kraj              | Notowanie (2000)       | Wydawca   | Najwyższa pozycja |
| ----------------- | ---------------------- | --------- | ----------------- |
| Stany Zjednoczone | Mainstream Rock Tracks | Billboard | 25                |